# Ićevo
Ićevo falu Horvátországban Šibenik-Knin megyében. Közigazgatásilag Skradinhoz tartozik.

## Fekvése
Šibenik központjától légvonalban 19, közúton 28 km-re északra, községközpontjától 12 km-re északra, Dalmácia középső részén, a Krka Nemzeti Park és az 56-os számú főút között fekszik. A falu alatt folyik a Krka egyik mellékvize a Marasovac. A patak völgyében olajfa és szőlőültetvények és mesébe illő fenyőerdők találhatók. Közvetlenül a falu alatt ered Jerkanovo vrilo nevű forrás, amelynek sokan csodatevő hatást tulajdonítnak. Egy kilométerre északra található a Kosa vállalkozási övezet. Néhány kilométerre keletre találjuk a Krka Nemzeti Park egyik fő látványosságát a Rogi-vízesést.

## Története
A török 1522-ben foglalta el a környék várait, ezt követően főként Hercegovinából pravoszláv vallású lakosság telepedett itt meg. Az újonnan érkezettek 1572-ben a szomszédos Bratiškovcin felépítették Szent Miklós tiszteletére szentelt templomukat.  A török uralom a 17. század végén ért véget, mely után velencei uralom következett. 1797-ben a Velencei Köztársaság megszűnésével a Habsburg Birodalom része lett. 1806-ban Napóleon csapatai foglalták el és 1813-ig francia uralom alatt állt. Napóleon bukása után ismét Habsburg uralom következett, mely az első világháború végéig tartott. A településnek 1857-ben 110, 1910-ben 141 lakosa volt. Az I. világháború után rövid ideig az Olasz Királyság, ezután a Szerb-Horvát-Szlovén Királyság, majd Jugoszlávia része lett. 1991-ben lakosságának 57 százaléka horvát, 37 százaléka szerb volt. A katolikusok a rupei plébániához, a pravoszlávok a bratiškovci parókiához tartoztak. 1991 július 24. és 26. között súlyos harcok folytak a szerb és horvát erők között a település birtoklásáért.  A polgári lakosság nagyrészt elmenekült. A településnek 2011-ben 59 lakosa volt. A faluban kis sportközpont található, amelyen labdarúgó, kosárlabda, kézilabda, teniszpályák és egyéb sportolási lehetőségek vannak.

## Lakosság
| Lakosság változása | Lakosság változása | Lakosság változása | Lakosság változása | Lakosság változása | Lakosság változása | Lakosság változása | Lakosság változása | Lakosság változása | Lakosság változása | Lakosság változása | Lakosság változása | Lakosság változása | Lakosság változása | Lakosság változása | Lakosság változása |
| ------------------ | ------------------ | ------------------ | ------------------ | ------------------ | ------------------ | ------------------ | ------------------ | ------------------ | ------------------ | ------------------ | ------------------ | ------------------ | ------------------ | ------------------ | ------------------ |
| 1857               | 1869               | 1880               | 1890               | 1900               | 1910               | 1921               | 1931               | 1948               | 1953               | 1961               | 1971               | 1981               | 1991               | 2001               | 2011               |
| 110                | 0                  | 128                | 111                | 112                | 141                | 200                | 175                | 199                | 195                | 200                | 185                | 176                | 168                | 35                 | 59                 |